# Буколичка књижевност
Буколичка књижевност (грч. βουκολικόϛ – пастирски, грч. τὰ βουκολικά, лат. bucolica – пастирске пјесме) је назив за пјесничка и прозна дјела античке умјетничке књижевности у којима је живот пастира приказан мање или више идеализовано. Главни представници буколичке књижевности били су хеленистички пјесници Теокрит, Мосхо и Бион (3–2. вијек прије н. е.) и римски пјесник Вергилије (1. вијеку прије н. е.). Лонго, аутор романа Дафнид и Хлоја (крај 2. вијека н. е.), пренио је у свијет пастира заплете античког љубавно-авантуристичког романа.
Бројне су претпоставке о подстицајима који су допринијели развоју буколичке књижевности у доба хеленизма (фолклорна пастирска пјесма; мит о сицилијском пастиру Дафниду у Стесихоровој хорској лирици; пастири у Софроновом миму). Поуздано се зна да се тек у Теокритовим пасторалним идилама буколичка поезија јавља као жанр, са свим особинама једне творевине прочишћене књижевне културе хеленизма и као реакција на живот у великим хеленистичким градовима. 
Буколичка поезија дугује Теокриту већи дио својих основних црта: хексаметар и (у грчкој књижевности) дорски дијалекат, устаљене облике казивања (дијалог и пјевачко надметање пастира), неке меланхоличне теме (неузвраћена љубав, одсуство и смрт пријатеља). Буколичка поезија већ у Теокритовим пасторалним идилама показује склоност ка идеализовању пастирског живота, мада песник Теокрит задржава објективни став посматрача, занима се за реалистички детаљ и ствара хеленистичку жанр-слику. Каснија буколичка поезија сачувала је сцену Теокритових пастирских идила као оквир у који је уносила разне, прије свега еротичне мотиве, и као декор у који је стављала идеализоване и алегоричне ликове својих „пастира”. 
Римљанин Вергилије (Bucolica, 37. п. н. е.) испунио је овај конвенционални клише буколичке поезије озбиљнијом и обухватнијом садржином. У уски оквир буколичке пјесме он уноси актуално-политичку и митско-космолошку тематику, а напустио је Теокритов објективни став посматрача и приказивача. Пренио је на ликове својих пастира сопствена осећања и наде; отворио је пут симболичком и алегоријском схватању тих ликова, везујући их алузијама за ликове и тежње римске политичке стварности. Здружујући реалистичке детаље, митске представе и литерарне реминисценције, црте из питомог италског и замишљеног „аркадијског” поднебља, Вергилије је створио онај идеални пејзаж у коме ће се вековима кретати идеални и алегорични ликови европске пастирске књижевности и аркадијске поезије. 
Вергилијеве Буколике, које су обиљежаване и термином еклоге (латински ecloga од грчког ἐκλογἠ (еклоги) – „избор”), одредиле су даљи развој античке буколичке поезије својим актуално-политичким импликацијама, сотеролошким мотивом о рођењу неког божанског дјетета и повратку митског „златног вијека”. У панегиричкој буколичкој поезији раног царског периода ови мотиви условили су далекосежно напуштање пасторалне тематике (похвале Нерону, опис амфитеатра у еклогама Калпурнија Сикула). Ипак, пастирска тематика (допуњена дионисијским мотивима) на првом је мјесту у еклогама Немезијана (2. вијек н. е.), посљедњег представника паганске буколичке поезије.
Хришћанска буколичка поезија антике настаје под утицајем Вергилијевих алегоричних еклога (нарочито 4., у чијем божанском дјечаку хришћани виде Христа) и у вези са библијском параболом о добром пастиру. У латинском ранохришћанском пјеснишиву (400–600. н. е.) ова „духовна еклога” јавила се прво као кентон од Вергилијевих стихова (Помпонијев Титир). Поред еклога које задржавају пастирску тематику, уносећи у њу елементе хришћанске вјерске поуке и проповједи (Енделехије, око 400. н. е.), јавља се и „манастирска идила” (Epigramma Paulini, око 408. г.), у којој манастирски вртови замјењују „Аркадију”, а дијалог воде монаси, а не пастири. Духовне еклоге писане су и у доба каролиншке ренесансе.
Мање или више алегоричне пастирске пјесме, састављене и назване по угледу на Вергилијеве Буколике (Еклоге), биле су нарочито популарне у доба ренесансе и барока, највише у романским књижевности на латинском језику писали су их Данте, Петрарка, Бокачо (Bucalicum carmen, 1351–1366), утицајни хуманиста Баптиста Мантуанус (1448–1516); на народном језику у Италији Ариосто, у Француској Ронсар, у Шпанији Гарсaласо де ла Вега. Овој врсти припадају и „пасторалне елегије”, које у енглеској књижевности састављају Милтон (Lucidas, 1637), Сели (Adonais, 1821), Арнолд (Thursis, 1866), по угледу на Теокритову тужбалицу за Далнидом и анонимну тужбалицу за буколичким песником Бионом. У старијој дубровачкој књижевности еклоге, односно пастирске пјесме, пишу Џоре Држић, П. Зоранић, Д. Рањина, И. Бунић, И. Ђурђевић.